# Kae Nishina
Kae Nishina (仁科 賀恵, Nishina Kae, 7 december 1972) is een Japans voormalig voetbalster.

## Carrière
Nishina speelde onder meer voor Iga FC Kunoichi.
Zij nam met het Japans vrouwenvoetbalelftal deel aan de wereldkampioenschappen in 1995. Japan werd uitgeschakeld in de eerste knock-outronde door de Verenigde Staten. Daar stond zij opgesteld in alle vier de wedstrijden van Japan. Zij nam met het Japans vrouwenelftal deel aan de Olympische Zomerspelen in 1996 en wereldkampioenschappen in 1999. Japan werd uitgeschakeld in de groepsfase.

## Statistieken
| Japans vrouwenvoetbalelftal | Japans vrouwenvoetbalelftal | Japans vrouwenvoetbalelftal |
| Jaar                        | Wed.                        | Dlp.                        |
| --------------------------- | --------------------------- | --------------------------- |
| 1995                        | 9                           | 0                           |
| 1996                        | 10                          | 0                           |
| 1997                        | 7                           | 1                           |
| 1998                        | 10                          | 0                           |
| 1999                        | 6                           | 0                           |
| 2000                        | 4                           | 1                           |
| Totaal                      | 46                          | 2                           |